# Програмована кардіостимуляція
Програмована кардіостимуляція — метод лікування порушення серцевого ритму шляхом впливу на міокард шлуночків електричними імпульсами відповідної потужності і частоти під управлінням мікропроцесора.

## Показання
Показанням до установки ендокардіального електрода є будь-яка рефрактерна до медикаментозної терапії брадикардія, що призводить до гемодинамічної недостатності. Установка кардіостимулятора при гострому інфаркті міокарда (ІМ) виправдана в ситуаціях, які становлять небезпеку розвитку блокади високого ступеня: атріовентрикулярна блокада 2-го ступеня типу Мобітц II або Мобітц I в поєднанні з блокадою ніжки пучка Гіса (БНПГ); АВ блокада 1-го ступеня з недавно з'явилися блоком однієї з ніжок пучка Гіса. Пошкодження проводить пучка більш імовірно при великому передньоперегородочного ІМ; при цій локалізації інфаркту нерідко розвивається кардіогенний шок, а смертність дуже висока навіть в тому випадку, якщо ендокардіальний стимуляція сприятиме встановленню адекватного ритму в умовах поперечної блокади. АВ блокада, що виникає при нижньозаднім ІМ, найчастіше носить транзиторний характер, супроводжується вузловим ритмом з частотою 40-60 уд /хв і зазвичай піддається лікарської терапії. Установка кардіостимулятора показана при загрозливій шлуночковій тахікардії, яка виникає на тлі синусової брадикардії, а також при тахібрадіаритмічному синдромі.

## Операція
Трансвенозний електроди кардіостимулятора можуть бути введені в розріз ліктьовий, стегнової або яремної вени; швидше за все можна ввести електроди через провідник після черезшкірної пункції підключичної або внутрішньої яремної вени. Електрод проводять під контролем флюороскопа до верхівки правого шлуночка або до вушка передсердя (у випадку, якщо ритм нав'язується з передсердя) і фіксують на шкірі. Негативний полюс кардіостимулятора при уніполярній системі приєднують до електрода щоб уникнути тромбозу, а в біполярній системі — до кінцевого електрода. При уніполярній системі для замикання кола потрібно ще один, індиферентний, електрод на шкірі.

## Черезшкірна стимуляція
Черезшкірна стимуляція заподіює насилу стерпну біль, однак вона дозволяє впоратися з безпосередньо загрожують життю аритміями в період часу до установки внутрішньосерцевої електрода. Трансторакальна установка міокардіальних електродів є ненадійною і потенційно травматичною процедурою. Спроба провести трансвенозний електрод наосліп, керуючись лише внутрішньосерцевої електрограми, може призвести до його зміщення. Своєчасна установка трансвенозний електродів під флюороскопічним контролем дозволяє уникнути ускладнень, пов'язаних з використанням виписаних методик. Кардіохірург під час операції може легко і надійно встановити електрод у епікардіальние області. Установка електрода в ході операції на серце необхідна при реєстрації наполегливої брадикардії під час припинення екстракорпорального кровообігу.

## Нав'язування ритму
Нав'язування ритму необхідно у всіх випадках, коли частота серцевих скорочень не забезпечує задовільної гемодинаміки. Для дорослих хворих звичайно не потрібно частота стимуляції понад 80-90 імп /хв. При збереженім синусовому ритмі і поперечної блокаді для установки оптимальної частоти шлуночкових скорочень можна орієнтуватися на частоту передсердних скорочень. При установці електродів в передсерді і шлуночку послідовна атріовентрикулярна стимуляція забезпечує оптимальний ударний об'єм. Стимуляція з частотою до 110–150 імп /хв може знадобитися для того, щоб придушити рефрактерну до лікарської терапії шлуночкову тахікардію. Іноді купірувати суправентрикулярна тахікардія дозволяє стимуляція повільним ритмом, тобто таким ритмом, частота якого менше частоти тахікардії. Необхідно визначити мінімальну викликає скорочення силу струму («поріг стимуляції») і забезпечити генерацію кардіостимулятором імпульсів, як мінімум удвічі перевищують пороговий рівень. Частота серцевих скорочень встановлюється на мінімально допустимому рівні. Якщо частота власного ритму часом перевершує частоту стимуляції, слід знизити чутливість контуру системи деманд до появи асинхронного ритму, потім підвищити чутливість наполовину до значення, при якому можливо уловлювання зубців Т, міопотенціалів або артефактів. Необхідно надійно фіксувати джерело до тіла пацієнта і забезпечити захист від радіоперешкод і статичних зарядів, які могли б привести до фібриляції шлуночків (ФЖ).
5. У числі ускладнень стимуляції серця слід назвати тромбози вен, кровотеча з підключичної вени, перфорацію серця, ФЖ при виникненні небажаних випадкових електричних розрядів або стимуляції в уразливий інтервал після верхівки зубця Г, інфекційні ускладнення, а також вихід системи з ладу при її зсуві або роз'єднання.